# Stéphanie Huang
Pour les articles homonymes, voir Huang.
Stéphanie Huang, née à Montigny-le-Tilleul le 13 mars 1996, est une violoncelliste belge.
Lauréate du Concours musical international Reine Élisabeth de Belgique 2022 elle est depuis janvier 2025 violoncelle solo de l'Orchestre de Paris.

## Biographie
Stéphanie Huang est issue d'une famille de musiciens. Née le 13 mars 1996 à Montigny-le-Tilleul, elle est la fille de Ching Huang, violoniste d'origine chinoise, et de Myriam Bultinck, violoncelliste belge. Sa sœur, Sylvia Huang, violoniste, est lauréate de la finale du Concours musical international Reine Élisabeth de Belgique 2019.
Elle grandit à Montigny-le-Tilleul, commune limitrophe de Charleroi et commence l'apprentissage du violoncelle dès l'âge de quatre ans avec sa mère. Elle obtient à l'Académie Paulin Marchand de Montigny-le-Tilleul un certificat de formation musicale.
À douze ans, elle fait ses débuts au Théâtre Royal de la Monnaie à Bruxelles dans les Variations sur un thème rococo de Tchaïkovsky.  Après être rentrée à seize ans au Conservatoire royal de Bruxelles, elle obtient son bachelor degree avec Jeroen Reuling. Elle obtient ensuite deux Master degree en violoncelle et en musique de chambre. À cela s'ajoute le diplôme d’artiste Interprète au Conservatoire National Supérieur de Musique et de Danse de Paris avec Marc Coppey et Emmanuelle Bertrand,.
Stéphanie Huang a l'occasion de côtoyer des solistes de notoriété mondiale (tels que Jean-Claude Vanden Eynden, Gary Hoffman, Renaud Capuçon, Claire Désert, Laurent Korcia, etc.) et se produit avec de nombreux orchestres (Orchestre National de Belgique, Brussels Philharmonic, Kamerfilharmonie van Vlaanderen, Orchestre Royal de Chambre de Wallonie, Orquestra Sinfónica do Porto Casa da Musica, etc. ) sous la direction de chefs renommés (tels que Michael Sanderling, Carlos Izcaray ou Vahan Mardirossian).  
Elle joue aussi de la musique de chambre dans de nombreux festivals en Belgique et à l'étranger tels que le festival de Deauville, festival des Midis-Minimes à Bruxelles, festival Seiji Ozawa à Matsumoto (Japon), Printemps des Arts (Monte-Carlo), festival international de musique de chambre de Schiermonnikoog (Pays-Bas), festival de la Chapelle Musicale Reine Élisabeth de Belgique, etc. Elle se produit également avec sa sœur, Sylvia Huang, pour interpréter des duos violon-violoncelle de musique de chambre. 
De 2021 à 2023, elle étudie à la Chapelle musicale Reine Élisabeth et, au terme de sa formation, reçoit de la reine Paola de Belgique un diplôme honorifique pour son parcours artistique en Belgique.
En 2022, Stéphanie Huang est lauréate du Concours musical international Reine Élisabeth de Belgique et y remporte les deux prix du public (le prix Canvas-Klara et le prix Musiq3) en interprétant le concerto n°2 d'Antonin Dvorak. On y note ses prestations engagées et émouvantes.
En 2024, elle accompagne Guillaume Bellom aux Rencontres musicales d'Évian.
Depuis janvier 2025, elle est violoncelle solo de l'Orchestre de Paris.

## Instrument
Elle joue sur un violoncelle Francesco Stradivarius de 1742 prêté par la Collection Guttman.

## Récompenses et distinctions
Stéphanie Huang remporte :
- un premier prix du Concours national de musique Belfius Classics  2008 ;
- le grand prix à l'International Premio Suggia Competition 2015 ;
- le premier prix du Concours International Societa Umanitaria de Milan 2021.

Elle est lauréate du Concours musical international Reine Élisabeth de Belgique 2022 et y remporte les deux prix du public (le prix Canvas-Klara et le prix Musiq3).

## Discographie
- Avril 2022 : enregistrement de « César Frank, Complete Chamber Music » avec Jean-Claude Van den Eynden sur le label Fuga Libera[8].